# Goodwood Revival
Goodwood Revival är en årlig tävling i historisk racing som hålls på Goodwood Circuit i West Sussex, England.
Under tre dagar i september anordnas tävlingar för motorcyklar och bilar från 1920- till 1960-talet.